# Kahului Railroad
| Kahului Railroad, 1911 |                           |                            |                            |
| Streckenlänge: | 25 km                     |                            |                            |
| Spurweite: | 914 mm (engl. 3-Fuß-Spur) |                            |                            |
| |                           |                            |                            |
| \| \| \| \| \| \| \| \| Wailuku HI \| \| \| \| \| Anschluss zur Zuckerfabrik \| \| \| \| \| Paukukalo HI \| \| \| \| \| Kahului HI \| \| \| \| \| Hafenbahn \| \| \| \| \| \| \| \| \| \| Puʻunēnē HI \| \| \| \| \| \| \| \| \| \| Spreckelsville HI \| \| \| \| \| Hawaiian Village HI \| \| \| \| \| Paia HI \| \| \| \| \| Hamakuapoko HI \| \| \| \| \| Maliko-Schlucht \| (208 m) \| \| \| \| \| \| \| \| \| Haiku HI \| \| \| \| \| Kuiaha HI \| \| |                           |                            |                            |
| |                           |                            |                            |
| Kopfbahnhof Streckenanfang (Strecke außer Betrieb) |                           | Wailuku HI                 | Wailuku HI                 |
| Abzweig geradeaus und nach links (Strecke außer Betrieb) |                           | Anschluss zur Zuckerfabrik | Anschluss zur Zuckerfabrik |
| Bahnhof (Strecke außer Betrieb) |                           | Paukukalo HI               | Paukukalo HI               |
| Bahnhof (Strecke außer Betrieb) |                           | Kahului HI                 | Kahului HI                 |
| Abzweig geradeaus und nach links (Strecke außer Betrieb) |                           | Hafenbahn                  | Hafenbahn                  |
| Strecke von links (außer Betrieb) · Abzweig geradeaus und nach rechts (Strecke außer Betrieb) |                           |                            |                            |
| Kopfbahnhof Streckenende (Strecke außer Betrieb) · Strecke (außer Betrieb) |                           | Puʻunēnē HI                | Puʻunēnē HI                |
| Strecke von links (außer Betrieb) · Abzweig geradeaus und nach rechts (Strecke außer Betrieb) |                           |                            |                            |
| Kopfbahnhof Streckenende (Strecke außer Betrieb) · Strecke (außer Betrieb) |                           | Spreckelsville HI          | Spreckelsville HI          |
| Bahnhof (Strecke außer Betrieb) |                           | Hawaiian Village HI        | Hawaiian Village HI        |
| Bahnhof (Strecke außer Betrieb) |                           | Paia HI                    | Paia HI                    |
| Bahnhof (Strecke außer Betrieb) |                           | Hamakuapoko HI             | Hamakuapoko HI             |
| Brücke über Wasserlauf (Strecke außer Betrieb) |                           | Maliko-Schlucht            | (208 m)                    |
| Strecke von links (außer Betrieb) · Abzweig geradeaus und nach rechts (Strecke außer Betrieb) |                           |                            |                            |
| Kopfbahnhof Streckenende (Strecke außer Betrieb) · Strecke (außer Betrieb) |                           | Haiku HI                   | Haiku HI                   |
| Kopfbahnhof Streckenende (Strecke außer Betrieb) |                           | Kuiaha HI                  | Kuiaha HI                  |

Die Kahului Railroad ist eine ehemalige Eisenbahngesellschaft in Hawaii (Vereinigte Staaten). Sie betrieb eine 25 Kilometer lange Eisenbahnstrecke in der Spurweite von drei Fuß (914 mm) von Wailuku nach Kuiaha an der Nordküste der Insel Maui mit einigen Zweigstrecken.
Nachdem 1876 die US-Regierung der hawaiischen Regierung erlaubt hatte, Zucker zollfrei zu exportieren, erlebte die Zuckerindustrie einen starken Aufschwung. Der Leiter der Postbehörde von Kahului, Thomas H. Hobron, sah die Notwendigkeit, den Zucker schnell zu den Häfen zu transportieren und eröffnete bereits am 17. Juli 1879 die Eisenbahn von Wailuku zum Hafen in Kahului unter dem Namen Kahului and Wailuku Railroad. Der erste Personenzug fuhr am 29. Juli 1879. Im September waren die Bauarbeiten an diesem Abschnitt beendet. Die Strecke war die erste öffentliche Eisenbahn im Königreich Hawaiʻi. Dienstags bis freitags verkehrten planmäßige gemischte Züge. Am 21. September 1880 wurde die Verlängerung nach Pāʻia eröffnet. Ab 1. Juli 1881 firmierte der Bahnbetrieb unter dem Namen Kahului Railroad. 
1884 ging der Abzweig nach Spreckelsville in Betrieb. Von 1894 bis zur Annexion der Inselgruppe durch die USA 1899 verwendete die Bahn eigene Briefmarken für den Transport von Post, die von der US-Postbehörde hergestellt wurden. Ab 1906 baute die Eisenbahngesellschaft den Hafen von Kahului aus.
Die Strecke wurde am 8. Februar 1913 erneut verlängert. Über eine Stahlbrücke über die Māliko-Schlucht erreichte die Bahn Haʻikū und Kuiaha. Die Brücke war mit einer Höhe von 70 Metern über der Talsohle die höchste Eisenbahnbrücke in Hawaii, sie hatte eine Länge von 208 Metern. 
Die Bahn war ab 1959 die letzte öffentliche Eisenbahn im Bundesstaat Hawaiʻi und mit insgesamt fast 87 Jahren die Bahn mit der längsten Betriebsdauer. Sie wurde am 22. Mai 1966 stillgelegt und anschließend abgebaut. Auch die Māliko-Brücke wurde abgerissen. Die Gleise und einige Fahrzeuge verwendete man zum Bau der Lahaina, Kaanapali and Pacific Railroad, einer Touristenbahn im Westen der Insel.

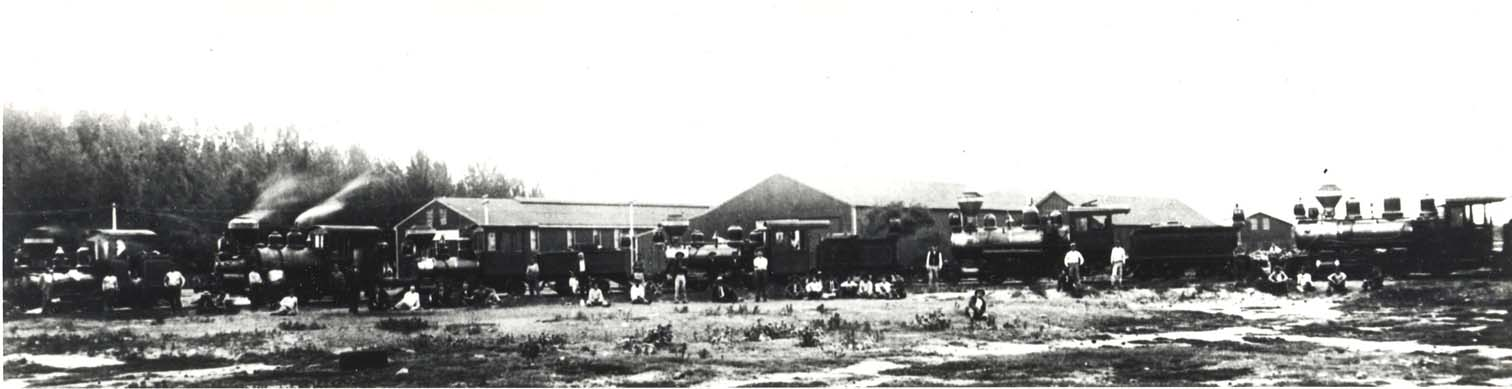
Dampflokomotiven der Kahului Railroad, 1911